# Volodia Vaisman
Volodia Vaisman (n. 25 decembrie 1937, Bălți, România – d. 4 decembrie 2023, Montpellier, Franța) a fost un jucător de șah româno-francez. A devenit maestru internațional în 1975.

## Biografie
Născut la Bălți la 25 decembrie 1937, Vaisman a fost evacuat de pe Frontul de Est în al Doilea Război Mondial împreună cu mama sa, plecând în Asia Centrală. Și-a pierdut tatăl în timpul războiului și a supraviețuit unei explozii de mine terestre care a ucis alți doi copii. După război, s-a întors în România și s-a stabilit la Botoșani. A urmat cursurile Universității „Alexandru Ioan Cuza” din Iași și, ulterior, a devenit profesor și șahist român. A atins gradul de maestru internațional în 1975 și a putut juca ulterior în turnee.
În 1984, Vaisman a profitat de un turneu pentru a scăpa de regimul Nicolae Ceaușescu împreună cu soția sa, stabilindu-se la Montpellier. I s-a acordat azil politic și a obținut cetățenia franceză în 1986. A antrenat jucători de șah precum Sophie Milliet. S-a alăturat clubului Échecs Club Montpellier care a urcat în prima divizie în 1987. A plecat după moartea lui Jean-Claude Loubatière și sosirea lui Sylvaine Milliet.
Volodia Vaisman a murit pe 4 decembrie 2023, la vârsta de 85 de ani.

## Cărți
- O idee străbate deschiderile: zece idei și combinații tipice (1983)
- Stratégies de jeu en début de partie (2000)
- L'Intermède logistique, debut-milieu de partie (2001)
- Stratégies de jeu positionnel en milieu de partie (2002)
- Methodologie de l'entrainement échiquéen (2012)
- Rememorări șahiste (2013)